# جی‌مانگا
جی‌مانگا (انگلیسی: JManga) یک وبگاه و انجمن برخط بین‌المللی آمریکایی بود که تمرکز آن بر ترویج، توزیع و کسب درآمد از کمیک‌های دیجیتال (به‌طور خاص مانگا) و همچنین توسعه سایر خدمات مرتبط با مانگا بود. جی‌مانگا که در دسامبر ۲۰۱۰ تأسیس شد و توسط ۳۶ ناشر انجمن کمیک دیجیتال ژاپنی حمایت می‌شد، قرار بود به عنوان جایگزین قانونی برای سایت‌های اسکن و دزدی آنلاین باشد. این سایت در ژوئن ۲۰۱۳ بسته شد.